# Pristimantis floridus
Pristimantis floridus es una especie de anfibio anuro de la familia Craugastoridae.

## Distribución
Esta especie es endémica de la vertiente occidental de la Cordillera Occidental en Ecuador. Habita en las provincias de Pichincha, Imbabura y Cotopaxi entre los 700 y 2000 m de altitud.

## Descripción
Los machos miden de 17.4 a 18.3 mm y las hembras de 23.3 a 26.7 mm.

## Etimología
Esta especie lleva el nombre en honor a Glen Flores.

## Publicación original
- Lynch & Duellman, 1997 : Frogs of the genus Eleutherodactylus (Leptodactylidae) in western Ecuador: systematics, ecology, and biogeography. Special Publication, Natural History Museum, University of Kansas, vol. 23, p. 1-236[5]